# Lubomír Kostelka
Lubomír Kostelka (* 31. März 1927 in Přerov; † 28. November 2018 in Prag) war ein tschechischer Schauspieler.

## Leben
Lubomír Kostelka war von 1957 bis 2014 als Schauspieler am Theater und in der Filmbranche tätig. Er wirkte in seiner über fünf Jahrzehnte lang andauernden Karriere als Schauspieler vor der Kamera in mehr als 250 Film-und-Fernsehproduktionen mit, womit er einer der produktivsten tschechischen Schauspieler war. Er wirkte auch in mehreren Film-und-Fernsehproduktionen des Deutschen Fernsehfunks und der DEFA mit.
Im deutschsprachigen Raum hatte Kostelka keinen Standardsprecher und wurde unter anderem von Edgar Ott, Horst Raspe, Gert Kießling, Peter Dommisch, Rolf Ludwig und Dieter Bellmann gesprochen.
Kostelka war mit dem Schauspieler Vladimír Menšík befreundet.
Kostelka lebte bis kurz vor seinem Tod in Kamberk. Er starb im November 2018 im Alter von 91 Jahren an den Folgen eines Herzinfarkts.

## Filmografie (Auswahl)
- 1972: Die gestohlene Schlacht (Ukradená bitva)
- 1973: Drei Haselnüsse für Aschenbrödel
- 1977: Wie wäre es mit Spinat? (Což takhle dát si špenát)
- 1977: Viechereien (TV)
- 1978: Oh, diese Tante (TV)
- 1980: Alma schafft alle (TV)
- 1982: Der dritte Prinz (Třetí princ)
- 1983: Hinter der Scheune ist ein Drache (Za humny je drak)
- 1983: Die Besucher (Návštěvníci) (TV-Serie, eine Folge)
- 1984: Front ohne Gnade (TV-Serie)
- 1984: König Drosselbart (Král Drozdia Brada)
- 1985: Vergeßt Mozart
- 1985: Sachsens Glanz und Preußens Gloria (TV)
- 1993: Kaspar Hauser
- 1995: Schlafes Bruder
- 1997: Der Feuervogel (Pták Ohnivák)
- 1998: Ranč U Zelené sedmy
- 2001: Frühling im Herbst (Babí léto)